# Ramona (namn)

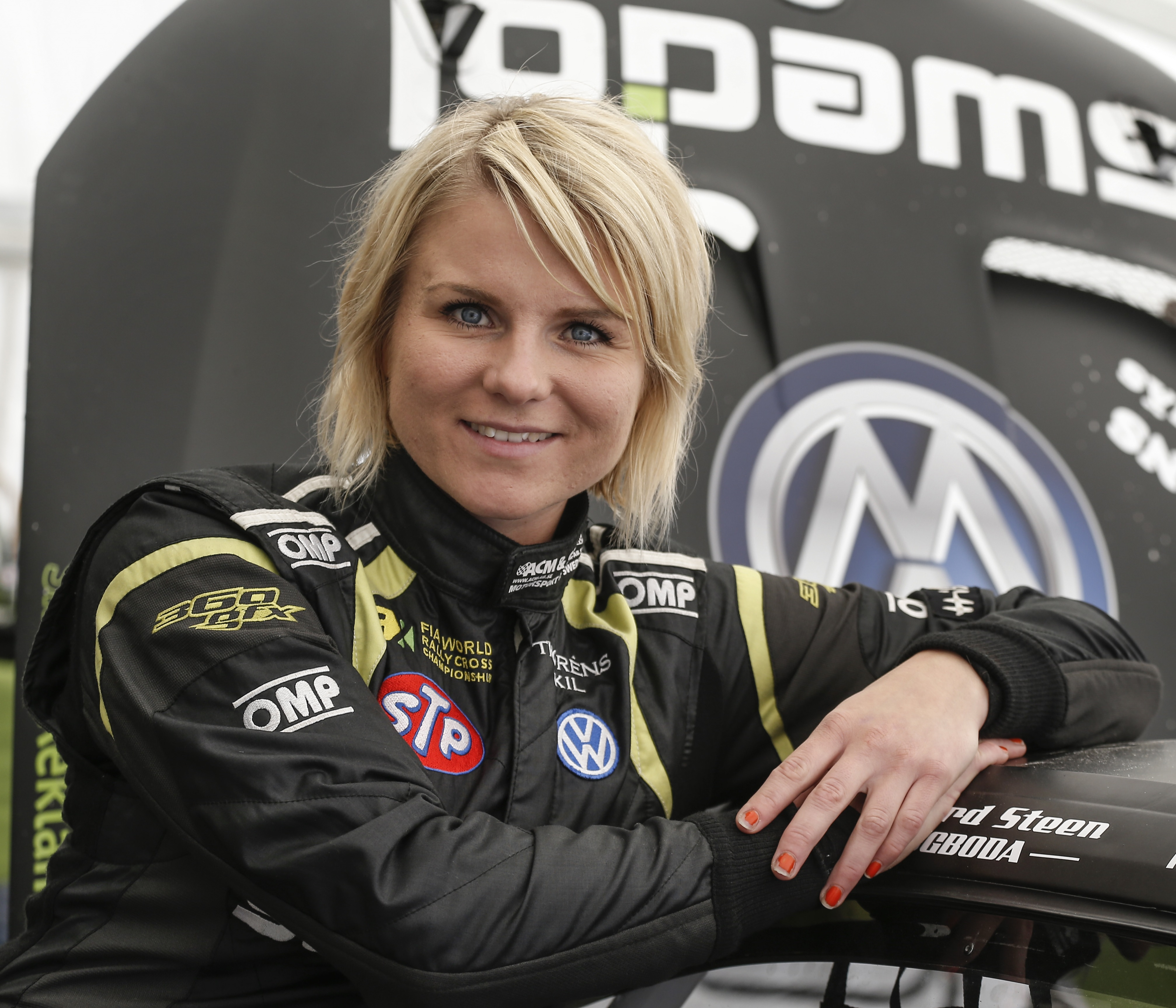
Ramona Karlsson, 2015.

Ramona är ett kvinnonamn, med spanskt ursprung, den kvinnliga formen av mansnamnet Ramón.
I Sverige bars namnet 2011 av 1511 kvinnor, varav 830 har det som tilltalsnamn.
Namnsdag i Sverige: saknas. I den finlandssvenska namnsdagslängden har Ramona namnsdag 15 juli sedan 2020.

## Kända bärare
- Ramona Bachmann, schweizisk fotbollsspelare.
- Ramona Neubert, östtysk sjukampare.
- Ramona Trinidad Iglesias-Jordan, puertoricansk 114-åring.
- Ramona Karlsson, svensk rallyförare och vinnare av junior-SM i pistolskytte.